# フランソワ・デュモン
フランソワ・デュモン（François Dumont、1985年10月19日 リヨン - ）は　フランスのピアニスト。

## 来歴
パリの国立高等音楽院でブルーノ・リグットに師事、その後コモ湖国際ピアノアカデミーにてマレイ・ペライア、マナヘン・プレスラー、レオン・フライシャー、ドミトリー・バシキーロフ、パウル・バドゥラ＝スコダ、ウィリアム・グラント・ナボレ、アンドレアス・シュタイアー、ピエール＝ローラン・エマールらに師事。

## 入賞歴
2007年　エリザベート王妃国際音楽コンクール ファイナリスト

2007年　ジャンフランセ国際コンクール　第1位

2007年　ピアノキャンパス　第2位

2009年　クララ・ハスキル国際コンクール　ファイナリスト

2009年　浜松国際ピアノコンクール第4位

2010年　ショパン国際ピアノコンクール 第5位